# Václav Netušil
Václav Netušil (31. května 1909 Vodňany – 1. dubna 1981 Praha) byl český nakladatelský pracovník a publicista, známý především jako překladatel Julese Verna.

## Život
Původním povoláním byl učitel, poté působil v Státním pedagogickém nakladatelství a od roku 1949 v Státním nakladatelství dětské knihy (SNDK, později Albatros), které jako jeho první ředitel vedl až do příchodu Bohumila Říhy v roce 1956. Poté v nakladatelství působil dál jako vedoucí redaktor a redaktor.

## Dílo
- Růže všem (společná publikace s Karlem Černým, kterou zveřejnili pod společným pseudonymem Karel Vašek)
- Houbařem snadno a rychle (s Františkem Procházkou, SNDK, 1959)
- Naše lovná zvěř (SNDK, 1961)
- Naše stromy (SNDK, 1959)
- Nejmenší zvěřinec (text k vystřihovánce Antonína Pospíšila, Albatros 1972)
- Za zvířaty celým světem (SNDK, 1951)
- Naše keře (SNDK, 1966)
- Ondřejovo dětství (Státní nakladatelství, 1948)

Některá svoje díla puplikoval pod pseudonymem Pálka Ondřej

## Překlady z francouzštiny
- André Laurie: Tajemná Atlantis (Atlantis; R, Praha, Albatros 1971)
- Jean Olliver: Potopené město (La vallée des éponges; R, SNDK 1963)
- Jules Verne: Cesta do středu Země (Albatros, 1992)
- Jules Verne: Cesta kolem světa za osmdesát dní (Le Tour du monde en quatre-vingts jours; R, Praha, SNDK 1951)
- Jules Verne: Dobrodružství kapitána Hatterase (Albatros, 1986)
- Jules Verne: Doktor Ox. Honba za meteorem (Les fantaisies du docteur Ox. La chasse au météore; R, Praha, SNDK 1967)
- Jules Verne: Dva roky prázdnin (Deux ans de vacances; R, Praha, SNDK 1962)
- Jules Verne: Dvacet tisíc mil pod mořem (Vingt mille lieues sous les mers; R, Praha, SNDK 1953)
- Jules Verne: Chancellor (Albatros, 1990)
- Jules Verne: Na kometě (Albatros, 1975)
- Jules Verne: Neobyčejná dobrodružství mistra Antifera (Mirifiques aventures de maître Antifer; R, Praha, Albatros 1973)
- Jules Verne: Ocelové město (Les Cinq Cents Millions de la Bégum; R, Praha, Albatros 1989)
- Jules Verne: Patnáctiletý kapitán (Un capitaine de quinze ans; R, Praha, SNDK 1968)
- Jules Verne: Pět neděl v balónu (Cinq semaines en ballon; R, Praha, SNDK 1963)
- Jules Verne: Podivuhodné setkání v džungli (Albatros, 1996)
- Jules Verne: Robur Dobyvatel (SNDK, 1954)
- Jules Verne: Tajemný hrad v Karpatech (Le Château des Carpathes; R, Praha, SNDK 1955)
- Jules Verne: Tajuplný ostrov (SNDK, 1960)
- Jules Verne: Záhadné dobrodružství velrybářské lodi (Albatros, 1971)
- Jules Verne: Zajatec pustin (Albatros, 1975)
- Jules Verne: Závěť výstředníka (Le testament d'un excentrique; R, Praha, Albatros 1976)
- Jules Verne: Zemí šelem (Albatros, 1991)